# Nemsdorf-Göhrendorf
Nemsdorf-Göhrendorf é um município da Alemanha, situado no distrito de Saale, no estado de Saxônia-Anhalt. Tem 17,11 km² de área, e sua população em 2019 foi estimada em 833 habitantes.